# Joachim Daniel Jauch

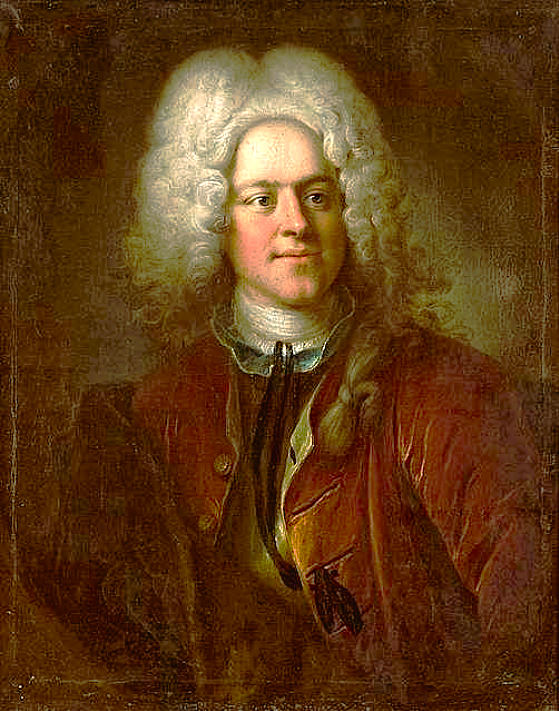
Joachim Daniel Jauch

Joachim Daniel Jauch (* 22. März 1688 in Güstrow; † 3. Mai 1754 in Warschau), häufig auch als Joachim Daniel von Jauch bezeichnet, war ein zur Zeit der Wettiner im Königreich Polen tätiger deutscher Ingenieuroffizier, Architekt und Baumeister.

## Biographie

### Familie

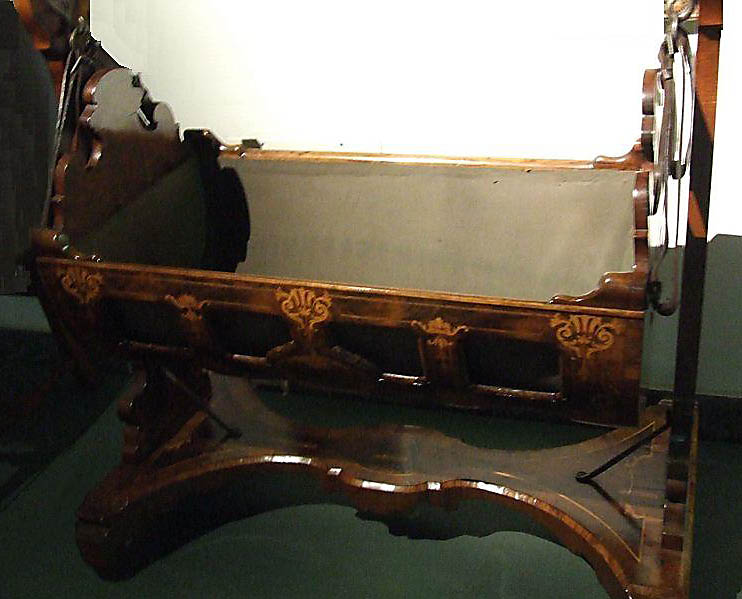
Patengeschenk Augusts des Starken von 1731 für August Jauch (Nationalmuseum Krakau)

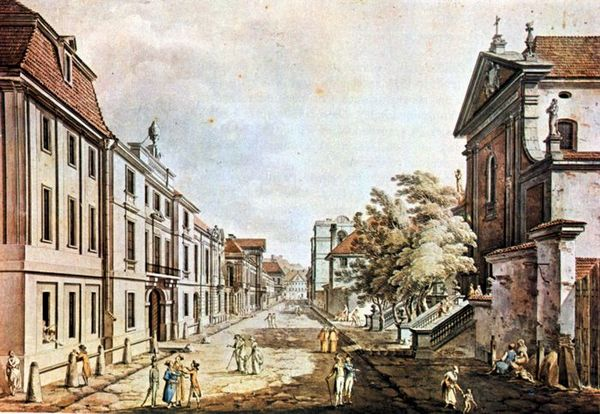
Kapuzinerkirche in Warschau
Begräbnisstätte Jauchs

Jauch war das jüngste von vierzehn Kindern des „Ersten Lacquays und Taffeldeckers“ des Erbprinzen Karl von Mecklenburg-Güstrow, Christian Jauch der Ältere, und der Ingborg Nicolai, Kammerjungfer und Vertraute der Herzogin Magdalena Sibylla von Mecklenburg-Güstrow. Jauchs ältester Bruder war der Lüneburger Superintendent Johann Christopher Jauch, sein Schwager war der Kurfürstlich-Sächsische Oberst und Baudirektor des Kurfürstentums Sachsen Johann Christoph von Naumann.
Jauch war mit Eva Maria Münnich verheiratet, über deren Herkunft unterschiedliche Auffassungen in der Literatur bestehen. Ein Teil der Autoren nimmt an, sie sei eine Tochter des 1716 bis 1721 am sächsischen Bauamt als Vorgesetzter und Amtsvorgänger Jauchs tätigen späteren Kaiserlich Russischen Generalfeldmarschalls, Türkenbezwingers und Premierministers Burkhard Christoph von Münnich gewesen.
Jauchs einziger Sohn August (* 1731), Patenkind Augusts des Starken, starb früh. Seine Tochter Constance (1722–1802) ehelichte den Königlich-Polnischen Hofrat und Leibarzt König Augusts III., Heinrich Lölhöffel von Löwensprung und wurde Stammmutter der für Polen bedeutsamen Familie Lelewel (polonisiert für: Lölhöffel). Jauchs Urenkel sind die polnischen Freiheitskämpfer Joachim Lelewel und Jan Pawel Lelewel. Zu seinen Nachkommen gehört ferner der Autor von „Quo Vadis“ und Literaturnobelpreisträger Henryk Sienkiewicz.
Aus protestantischer Familie stammend trat Jauch drei Tage vor seinem Tod zur katholischen Kirche über und wurde mit einem Pontifikalamt unter großer Beteiligung der Warschauer Bevölkerung in der Kapuzinerkirche beigesetzt.

### Wirken

#### Militärische Laufbahn

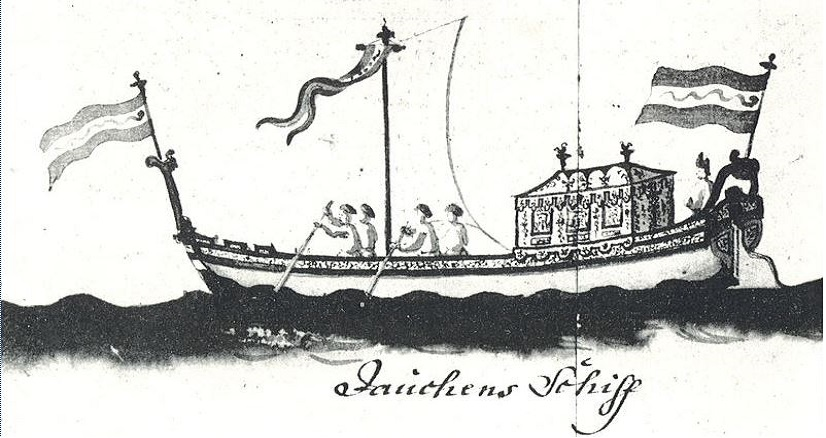
Jauchs Prunkbarkasse bei einer Schiffsrevue 1730 auf der Weichsel

Jauch soll zunächst in den Dienst der Generalstaaten eingetreten sein. 1705 war er Leutnant in sächsischen Diensten und bei der von seinem Schwager Johann Christoph von Naumann errichteten und geleiteten Dresdner Stadtbeleuchtung eingesetzt. 1711 nahm er als Capitaine des Ingenieurkorps im Großen Nordischen Krieg an der Belagerung Stralsunds teil. 1720 wurde er Major, 1729 Oberstleutnant, 1734 Oberst und 1746 Generalmajor des sächsischen Militärs. Daneben nahm er entsprechende Dienstgrade mit teils abweichenden Beförderungsdaten in der polnischen Kronarmee ein und erlangte in dieser den Dienstgrad eines Obersten. Er nahm in der polnischen Armee die Funktion eines Kommandeurs der Kronartillerie und der Weichselflottille ein, ohne allerdings nach 1711 an kriegerischen Handlungen beteiligt gewesen zu sein, außer seiner Beteiligung am Manöver bei Zeithain 1730 im Stab des Kurprinzen. Zum Ende des Manövers fungierte Jauch auf dem königlichen Prunkschiff Bucentaur als Admiral der königlichen Flotte.

#### Direktor des Sächsischen Bauamtes in Warschau

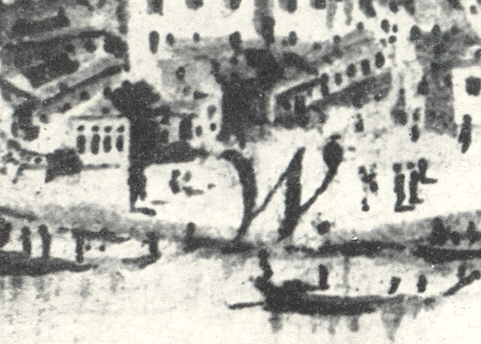
Das autonome Palais Jauch
in Solec, Warschau

Jauch folgte seinem Schwager Johann Christoph von Naumann 1713 nach Warschau, wo dieser für August den Starken das Sächsische Bauamt aufbaute. Nach dessen Rückkehr nach Dresden um 1715 übernahm Burkhard Christoph von Münnich bis etwa 1720 leitende Funktion im sächsischen Bauwesen in Polen. Jauch blieb bei dem sächsischen Bauwesen in Warschau und wurde 1720 Leiter des dortigen sächsischen Bauamtes, seit 1733 unter August III. mit der Amtsbezeichnung Direktor des Bauamtes. Sein persönlicher Kondukteur (Assistent) war Ephraim Schröger.
Die Kumulation von Sold für Jauchs hohe Dienstgrade in der sächsischen und in der polnischen Armee mit seinen Bezügen aus seiner nicht minder vergüteten hohen Zivilposition war typisch für das von Sparsamkeitsrücksichten unbelastete Regime des Premierministers Graf Brühl und ermöglichte es Jauch, ein beträchtliches Vermögen anzusammeln, das es nach seinem Tode 1754 seiner Tochter Constanze erlaubte, 1755 in Warschau das Palais Lelewel errichten zu lassen.
Jauch sprach trotz seines jahrzehntelangen Aufenthalts in Polen kein Polnisch und bediente sich für die Bewältigung seiner umfangreichen Aufgaben im Bauwesen, im Militär und bei Hofe polnischer Sekretäre.

#### Architekt

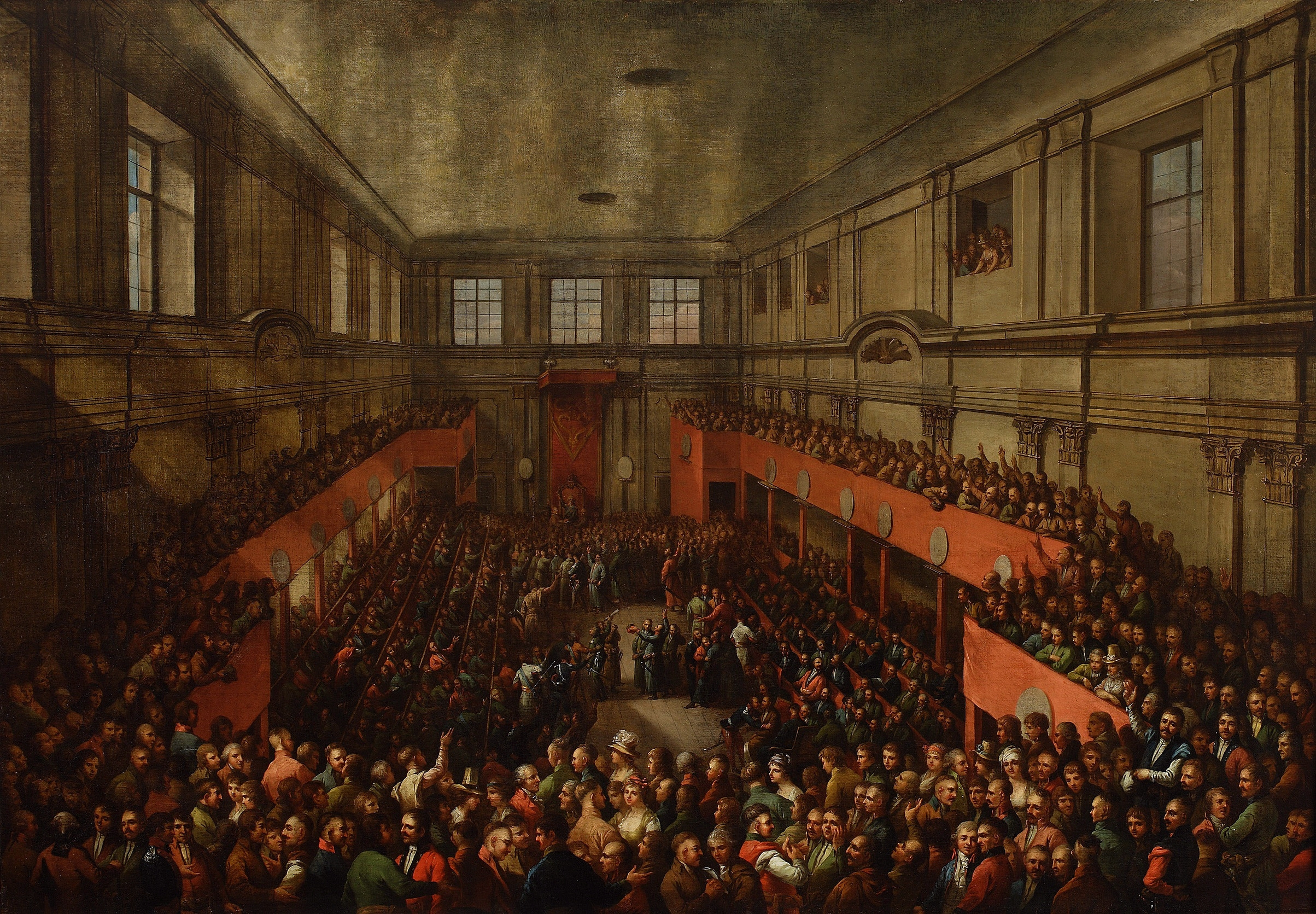
Verfassung vom 3. Mai 1791
in Jauchs Senatorensaal von 1733
im Warschauer Königsschloss

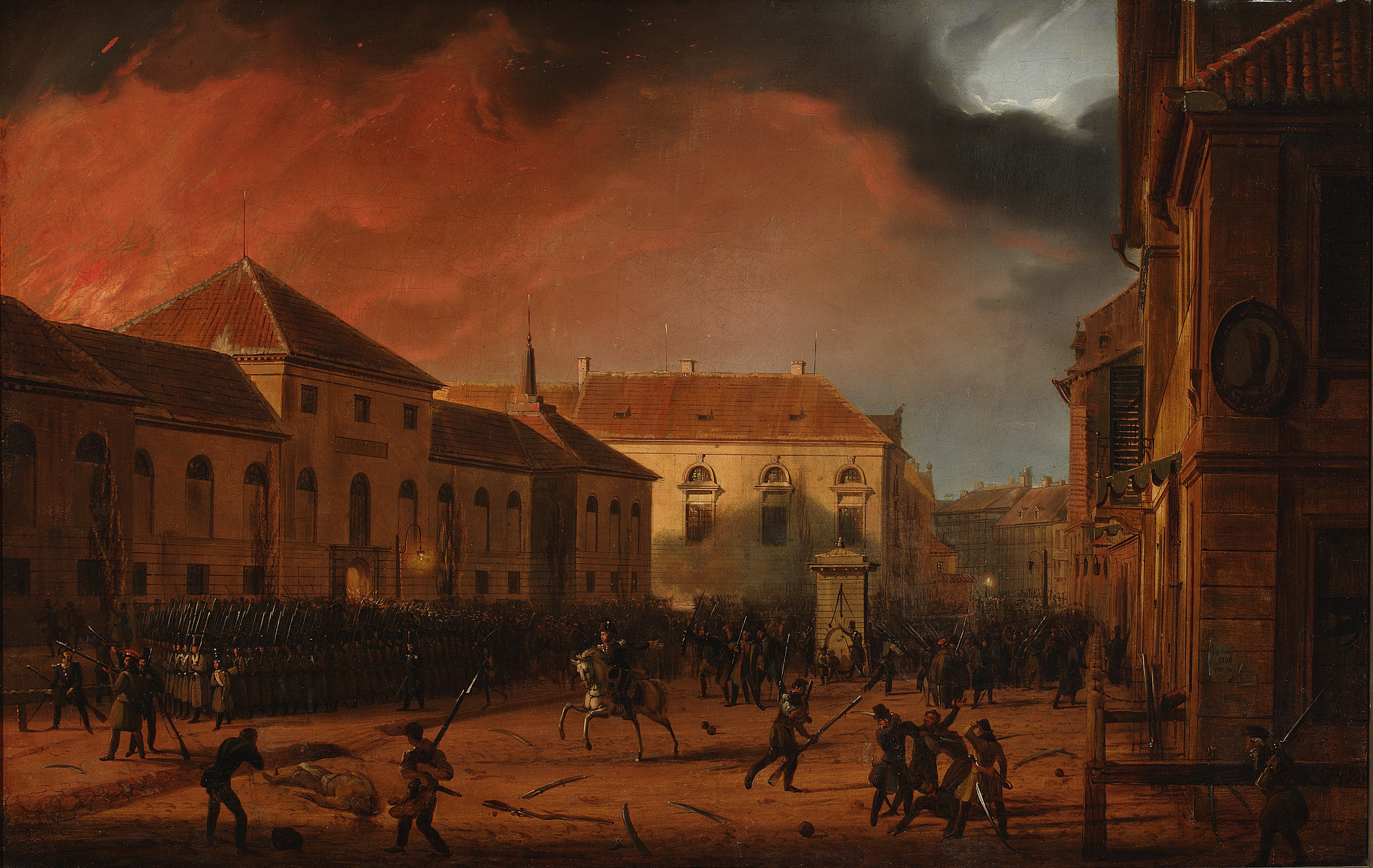
Erstürmung des von Jauch umgebauten Warschauer Arsenals im Novemberaufstand 1830

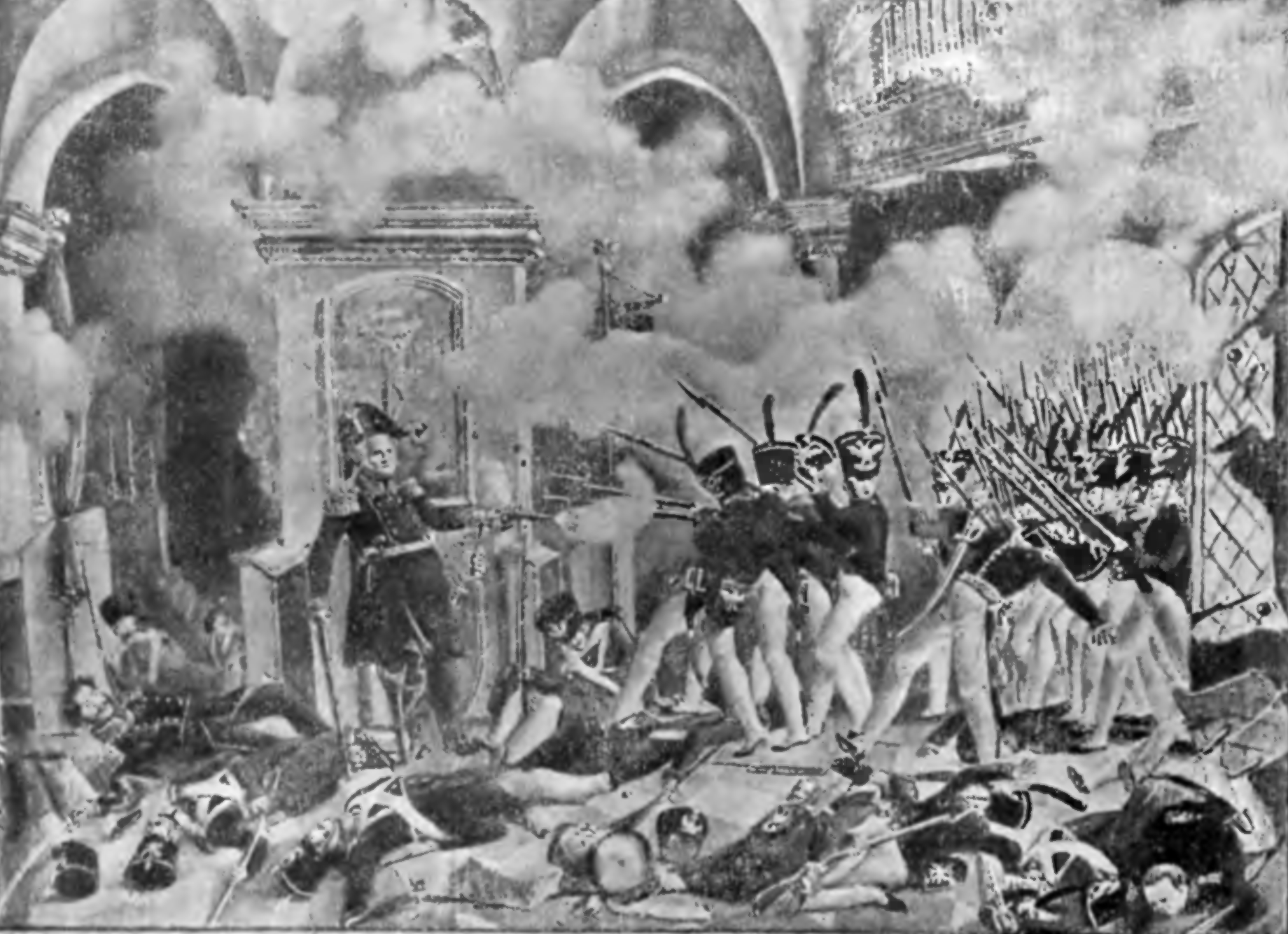
General Józef Sowiński fällt 1833 in Jauchs Kirche St. Lorenz in Wola aus dem Jahr 1753

Jauchs schöpferische Leistungen als Architekt stehen hinter denen seiner bekannten Dresdner Kollegen zurück. Der Umfang von Jauchs Tätigkeit ist durch die Aufzählung der von ihm errichteten, umgebauten oder entworfenen Gebäude nur zum geringen Teil gekennzeichnet. Er zeichnete sich durch hohes Organisationstalent aus, dessen der König bedurfte, um die Sächsische Achse in Warschau auszubauen und zahlreiche Umarbeitungen am Königstrakt und anderen Orten vorzunehmen. Neben der Verwaltung des Bauamtes mit über 50 Angestellten und der Organisation der Arbeiten führte Jauch als königlicher Bevollmächtigter alle Ankaufs- und Pachtverhandlungen. Jauch trug auf diese Weise maßgeblich zum barocken Ausbau Warschaus in sächsischer Zeit bei und gilt als Mitgestalter des Dresdner Barock. Bedeutsam ist zudem seine Dokumentationstätigkeit, denen das Dresdner Staatsarchiv zahlreiche erhaltene Aufnahmen von Bauten in Polen verdankt. Die Einbindung Jauchs in sämtliche Bauprojekte und seine Dokumentationstätigkeit bereiten bis heute Schwierigkeiten bei der Abgrenzung, welche Bauten nach Jauchs eigenen Entwürfen errichtet bzw. umgebaut wurden. Daneben trug Jauch die Verantwortung für die Erhaltung sämtlicher königlicher Gebäude in Polen. Er war zuständig für die Überwachung und Instandhaltung der Verbindung zwischen Dresden und Warschau. Eine große Rolle spielte Jauch als Arrangeur von Festlichkeiten aller Art, da ihm die Organisation der zahllosen Feste und Illuminationen des polnischen Hofes oblag, von denen viele Pläne und Berichte Zeugnis ablegen.

### Nobilitierung
Für Jauchs Nobilitierung ist kein Beleg gefunden. Er wird vermutlich unzutreffend in den polnischen Adelsverzeichnissen seit etwa 1730 dem in Polen ansässigen Adel zugerechnet.

## Werke

### Übersicht
Mindestumfang:
- 1720ff.
  - Grand Salon im Sächsischen Palais in Warschau
  - Spielhäuser im Sächsischen Garten
  - Stationsweg von Warschau nach Ujazdów (heute: Aleje Ujazdowskie)
  - Säle für den Sejm im Sapieha-Palais in Grodno
  - Kirche am Kloster der Barmherzigen Brüder (Boni Fratelli)
  - Casimirsche Kasernen in Warschau
- 1726 federführend mit Johann Sigmund Deybel und Carl Friedrich Pöppelmann (Innenausbau und Garten) Umbau des Blauen Palastes
- 1733 Castrum Doloris für August den Starken
- 1736 Eingeweidegruft für August den Starken in der Kapuzinerkirche in Warschau
- 1736 Kapelle am Sächsischen Palais
- 1737–1739 Umbau des Palais Sułkowski (heute Palais Kazimierzowski / Universität Warschau) mit Johann Siegmund Deybel
- 1738 die Postpalais in Dąbrowa und Boguszyce
- 1745 Portal im Vorhof des Sächsischen Palais
- 1752 Kapelle am Neuen Schloss in Grodno
- 1752–1754 Umbau des Warschauer Arsenals, Arbeiten abgeschlossen von Jauchs Kondukteur Johann Sigmund Deybel
- 1753 Umbau der Kirche in Wola für den Grafen Brühl

## Bemerkenswertes
- Eines der großen Ereignisse des Zeithainer Lustlagers 1730 war das abschließende mehrstündige Feuerwerk auf der Elbe bei Riesa, „wobei Menschenleben so wenig als Geld geschont ward; denn in einem Wallfische und vier Delphinen, welche Flammen spien und die Elbe gleichsam in ein Feuermeer verwandelten, steckten Baugefangene, die das Leben verwirkt hatten, und wenn sie das Feueramt im Bauche jener Ungeheuer glücklich verwalteten – was jedoch nicht immer der Fall war, denn mehrere verbrannten – die Freiheit erhielten. Eins der glänzendsten Stücke jenes Feuerwerkes sollte nächst eben erwähntem Feuerspeien ein Vivat von nie gesehener Größe sein. August ließ selbst deshalb den commandirenden Oberstlieutenant Jauch kommen und schärfte ihm die kolossale Darstellung jenes Vivats nachdrücklichst ein. – Jauch that, wie ihm befohlen. Auch war an des Vivats Größe nichts, desto mehr aber an der Schreibart auszusetzen, denn es brannte FIFAT – in Brillantfeuer.“ Allgemeines Gelächter war die Folge, nur nicht bei August dem Starken, der Jauch befahl, „irgend einen gescheuten Mann aufzugattern, welcher dem dummen Streiche ein kluges Mäntelchen umzugeben vermöchte.“ Aus dem schändlichen FIFAT wurde ein ehrenvolles FAUSTA IUBILA FECERUNT AUGUSTI TEMPORA filtriert und „August ermangelte nicht, seinen hohen Gästen damit das Verständnis zu eröffnen“, während Jauch bis an sein Lebensende den Scherznamen Fifat erhielt.[21]

## Porträts
- Ölgemälde des sächsischen Hofmalers Johann Samuel Mock um 1730 im Museum von Warschau[22]
- Ölgemälde eines unbekannten Malers um 1720 in Nachkommenbesitz, Abb. s. o.